# Offa (Nigeria)
Offa ist eine Stadt im Bundesstaat Kwara in Südwest-Nigeria mit 113.841 Einwohnern (Stand 1. Januar 2005).

## Geschichte
Die Stadt geht auf eine Yorubasiedlung um das Jahr 1000 zurück.

## Wirtschaft
Offa ist ein bedeutendes landwirtschaftliches Handelszentrum für Getreide, Yams, Maniok, Mais, Sorghum, Schibutterbaumnüsse, Rinder, Ziegen, Schafe und Geflügel.
Die wichtigste Industrie ist die Textilindustrie, insbesondere das Färben von Textilien mit Naturfarben aus der lokalen Produktion.

## Verkehr
Die Stadt liegt an der Eisenbahnstrecke von Lagos nach Kano und Nguru und besitzt Straßenverbindungen in den Norden des Landes nach Ilorin und in den Süden nach Oshogbo.

## Bildung
1987 wurde in Offa das Adesoye College gegründet.

## Söhne und Töchter der Stadt
- Yinka Ajayi (* 1997), Sprinterin
- Temitope Adeshina (* 1998), Hochspringerin
- Ishaq Rafiu (* 2000), Fußballspieler